# Dryopteris discophora
Dryopteris discophora är en träjonväxtart som beskrevs av Eduard Rosenstock. Dryopteris discophora ingår i släktet Dryopteris och familjen Dryopteridaceae. Inga underarter finns listade.